# Das letzte U-Boot
Das letzte U-Boot (DVD-Untertitel: Geheimmission Tokio) ist ein vorwiegend deutscher Fernsehfilm, gedreht in englischer Sprache von Frank Beyer im Jahr 1993. Er basiert lose auf der Fahrt des deutschen U-Boots U 234 mit dem Ziel Japan im Jahre 1945, die jedoch unterwegs von der deutschen Kapitulation in Frage gestellt wird.

## Handlung
Kurz vor Ende des Zweiten Weltkrieges wird im norwegischen Kristiansand ein deutsches U-Boot mit geheimer Fracht beladen, die aus einer großen Menge von Uranoxid, einem Flugzeugtriebwerk und Plänen von Raketen und Funkmessgeräten besteht. Als Gäste besteigen ein Luftwaffengeneral, ein Militärrichter und zwei japanische Offiziere und Ingenieure das Boot. Ziel der Reise ist Tokio. Die Fracht soll das verbündete Japan unter anderem beim Bau einer Atombombe unterstützen.
Bei der Abfahrt wird die britische Flotte von einem norwegischen Seemann über seine Beobachtung eines deutschen U-Boots mit japanischen Passagieren unterrichtet. Ein britischer Zerstörer wird auf die Suche geschickt. Später werden auch die USA unterrichtet, ein US-amerikanischer Zerstörer schließt sich der Verfolgung an.
Zwischen den höherrangigen U-Boot-Insassen gibt es bald Streit über den Sinn einer weiteren Kriegführung. Kapitänleutnant Gerber ist sich über die bevorstehende Niederlage im klaren und daher kriegsmüde. General Mellenberg teilt diese Einschätzung und gibt sich nach einiger Zeit als bislang unentdeckter Teilnehmer des Umsturzversuchs gegen Hitler vom 20. Juli 1944 zu erkennen, der in letzter Minute auf das U-Boot entkommen ist. Der Kapitänleutnant erhält per Funk den Befehl, ihn zu verhaften, bleibt aber außer der symbolischen Wegnahme der Pistole untätig und will Mellenberg bei Erreichen Japans sogar die Flucht ermöglichen.
Als Gegenspieler wird der Marinerichter Beck gezeigt, der als fanatischer Nationalsozialist unter keinen Umständen den Kampf aufgeben will und zusammen mit Roland Freisler am Volksgerichtshof den deutschen Widerstand „an den Strick gebracht“ hat. Mehrfach versucht er, gegen den General und später auch gegen den Kapitän vorzugehen, kommt jedoch mangels Unterstützung nicht zum Ziel.
In dieser angespannten Situation trifft die Nachricht vom Tod Hitlers ein. Der Kapitänleutnant will sie vorläufig verschweigen, um Zeit für eine Entscheidung zu gewinnen. Der Koch jedoch hört die Übertragung mit und verbreitet sie unter der Mannschaft, so dass nach kurzer Zeit alle über das weitere Vorgehen diskutieren. Dem Kapitänleutnant liegen keine Befehle vor, und er fühlt sich unverändert nicht in der Lage, gemäß seiner Position allein Entscheidungen zu treffen. Daher versammelt er zunächst die deutschen und japanischen Offiziere zu einer Debattenrunde. Es werden die zu erwartenden Positionen vertreten: Die U-Boot-Offiziere sind kriegsmüde und verunsichert, der Widerstandsgeneral fordert, den Krieg aus eigenem Entschluss aufzugeben, der Nazi-Richter hält mit Durchhalteparolen dagegen, und die Japaner wollen die kriegswichtigen Materialien und Dokumente in ihr Land bringen. Letztlich gibt es gar keine Entscheidung, der Kurs wird vorläufig fortgesetzt.
Einige Tage später spürt der britische Zerstörer das deutsche U-Boot auf. Nach längerer Bombardierung muss das beschädigte U-Boot auftauchen. Nach einer neuen Nachricht, diesmal von der deutschen Kapitulation, wird eine weitere große Debattenrunde mit ähnlichem Nicht-Resultat abgehalten. Das U-Boot wird von den Verfolgern gestellt, und der Kapitän befiehlt, da die Situation militärisch aussichtslos ist, sich zu ergeben. In dieser Situation erscheint der Richter mit gezückter Pistole und Handgranate auf der Brücke und fordert den Angriff auf die Briten. Der Kapitän weigert sich und wird vom Richter bewusstlos geschlagen. Der erste Offizier Röhler, vom Drehbuch mit einem am Rande erwähnten Gewissenskonflikt zwischen Treueeid und persönlicher Freundschaft zum Kapitän ausgestattet, in großer Hektik gefangen zwischen den Bedrohungen des Handgranaten-schwingenden Marinerichters und des anrückenden britischen Zerstörers, lässt – trotz gehisster weißer Fahne – letzteren mit einem Torpedo versenken, da das U-Boot zuvor von dem britischen Zerstörer beschossen wurde.
In weiteren Debattenrunden beraten die Akteure, wie man der mutmaßlich tödlichen Bestrafung für das begangene Kriegsverbrechen entgehen kann. Der General empfiehlt, sich nach Argentinien abzusetzen, der Bordarzt Dr. Falke in die USA. Die Japaner schlagen vor, durch Funksprüche in japanischer Sprache vorzutäuschen, dass sie das Kommando über das U-Boot haben und somit Japan für die Versenkung des Zerstörers verantwortlich ist, das sich noch mit den Alliierten im Krieg befindet. Der Richter hat erstmals keine Meinung. Der Kapitän entscheidet erneut nichts, versucht aber, die Funkspruch-mithörende Öffentlichkeit mit einer falschen Positionsangabe zu täuschen und so die Versenkung des britischen Schiffs auf ein anderes, unbekanntes U-Boot zu schieben. Der Kapitän des US-amerikanischen Zerstörers durchschaut die Täuschung und nimmt Kurs in die richtige Richtung.
Die japanischen Offiziere, die ihre Mission nicht mehr erfüllen können, da die diplomatischen Beziehungen zwischen Japan und Deutschland abgebrochen wurden und damit die Weiterfahrt nach Japan ausgeschlossen ist, beschädigen ihre Geheimdokumente und können sich nach einigem Gerangel mit ihrem Vorhaben durchsetzen, die Papiere im Meer zu versenken. Danach begehen sie Suizid, ungeachtet eines sorgsam bereitgelegten japanischen Dolchs mit einer Überdosis Schlaftabletten. Ein letztminütiger Rettungsversuch des Schiffsarztes mit Brechmitteln wird nach einer weiteren Debatte mit dem sterbenden Japaner über japanische Sterbetraditionen abgebrochen.
Schließlich findet der US-amerikanische Zerstörer das deutsche U-Boot, das sich endlich mit einem wortkargen „Roger“ ergeben kann. Der U-Boot-Kapitänleutnant endet in der Kajüte des Zerstörer-Kapitäns, nimmt aber die Einladung zu einer Zigarre nicht an. In der Schlussdiskussion einigt man sich darauf, die kriegsrechtswidrige Versenkung des britischen Zerstörers mit einer abgestimmten gemeinsamen Falschaussage unter den Teppich zu kehren, im Tausch gegen die geheime Fracht und Kooperation mit dem US-Geheimdienst. Der Handel wird mit Whiskey und kriegskritischen Trinksprüchen besiegelt.

## Hintergrund
Als Vorlage für diesen Film dient eine wahre Begebenheit, die sich gegen Ende des Zweiten Weltkriegs ereignete. Das deutsche U-Boot U 234 vom Typ X sollte im März 1945 eine geheime Fracht, bestehend aus einem zerlegten Düsenflugzeug vom Typ Me 262, Bauplänen, Bauteilen einer V2-Rakete, Blaupausen der wichtigsten Waffenentwicklungen Deutschlands, Quecksilber und 560 Kilogramm Uranoxid, nach Japan bringen.
Der Bordfunker, Wolfgang Hirschfeld, hatte während dieser Fahrt trotz Verbots Tagebuchaufzeichnungen geführt und veröffentlichte auf dieser Basis 1982 und 1989 die Bücher „Das letzte Boot“ und „Feindfahrten“. Der Film nimmt in seinem Abspann allerdings keinen Bezug auf das fast gleichnamige Buch.
Fast alle dramatischen Verwicklungen des Films sind frei erfunden, lediglich der Suizid der japanischen Offiziere ist belegt. Der Kommandant von U 234, Kapitänleutnant Johann-Heinrich Fehler, entschied nach der Nachricht vom Kriegsende aus freien Stücken, die USA anzusteuern, um die britisch-kanadische Kriegsgefangenschaft zu vermeiden. Dabei täuschte er in der Tat eine falsche Position vor, um nicht den nächstgelegenen Hafen in Kanada ansteuern zu müssen, und wurde schließlich von einem US-amerikanischen Zerstörer aufgespürt. Kampfhandlungen oder auch nur -androhungen gab es dabei jedoch nicht.

## Kritik
„Eine Fernsehinszenierung von Frank Beyer […], der zwar Unterlagen aus Archiven zugrunde liegen, die aber keine historische Realität beansprucht.“

## DVD-Veröffentlichung
Der Film wurde 2010 durch die Pandastorm Pictures GmbH im Handel als DVD veröffentlicht. In anderen Sprachräumen wurde der Film als Das Boot 2 vermarktet, in Anspielung an den Film Das Boot von Wolfgang Petersen.